# Muzeum historických kočárů
Muzeum filmových kočárů, povozů a sedel a příslušenství se nachází v prostorách zámku ve Vysoké Lhotě, části obce Čerčany v okrese Benešov. Jeho provozovatel je firma EQUI HANUŠ s.r.o. Jsou zde vystaveny nejen historické kusy, ale také repliky. K vidění tu tak jsou povozy např. z filmů Bathory, Princezna ze mlejna, Johanka z Arku či Kletba bratří Grimmů. Vystavena je i bryčka, kterou řídil Sean Connery. Kromě povozů jsou v muzeu i sedla – např. z pohádky Tři oříšky pro Popelku. Kromě sedel z filmů tu mají i poštovní sedla či sedla vojenská. Nachází se zde více než pět stovek exponátů.
Jelikož se společnost pohybuje desítky let ve světě filmu, jezdí sem nejenom turisté, ale také filmaři, kteří vybírají rekvizity pro svoje filmy. Kromě toho na zámku probíhá výcvik koní pro filmové účely.
Zámeček Vysoká Lhota je jedinou oficiálně vyhlášenou kulturní památkou celé obce Čerčany. 